# Bicaudella laurestanica
Bicaudella laurestanica är en insektsart. Bicaudella laurestanica ingår i släktet Bicaudella och familjen långrörsbladlöss. Inga underarter finns listade i Catalogue of Life.